# Луций Сесций Албаниан Квиринал
Луций Сесций Албаниан Квиринал (на латински: Lucius Sestius Albanianus Quirinalis) e политик на ранната Римска империя.

## Биография
Сесций е син на претор Публий Сесций и на Постумия. Баща му е приятел с Цицерон, който през 56 пр.н.е. пише реч „pro Sestio“.
През 44 пр.н.е. Сесций е при Марк Юний Брут, през 42 пр.н.е. e проквестор на Брут в Македония. След смъртта на Брут, Октавиан го помилва и през 23 пр.н.е. Сесций е избран за суфектконсул. От 22 до 19 пр.н.е. е легат в северозападна Испания.
Сесций е приятел на Хораций.